# Mozo danza
La mozo danza es una danza ritual y guerrera preinca, originaria del distrito de Chacas y extendida a las provincias de Asunción, Huari, Antonio Raimondi en el departamento peruano de Áncash. Es ejecutada por una pareja de varones, cuyo marco musical es provisto por dos músicos con 'roncadora' (tambor) y un pinkullo (flauta). En Huari son cuatro parejas acompañadas por dos músicos. Actualmente se presentan durante las festividades del Corpus Christi.
Practicada desde el período intercultural Chavín - Recuay, la danza estuvo estrechamente relacionada con un calendario agrícola y dedicado a los dioses tutelares de la etnia huari, como lo fueron: "Huari", "Libiac" y "Chuquilla". A lo largo de su historia, varió según el contexto geográfico y cultural en el que se fue desarrollando, estas variaciones son el corpus danza de Llamellín y la mozo danza de Huari. En el distrito de Chacas, es junto a la danza Killalla, la que menos variaciones presenta desde el inicio de su práctica, hace al menos 1.500 años.
En el año 2009, el Instituto Nacional de Cultura reconoció a la mozo danza de Asunción como Patrimonio Cultural de la Nación.

## Onomástica
La historiadora María Amez Márquez refiere que, el nombre hispano «mozo danza» con el que ahora es conocido, es producto de la interpretación occidentalizada de la palabra quechua toqtu (flor en capullo o parte joven de un vegetal), es decir, el nombre original hace referencia al ritual de florecimiento o iniciación del que formaban parte los jóvenes que pasaban a ser hombres en los antiguos ayllus. Por otro lado Carranza Romero, detalla que Tuqtu es una voz onomatopéyica, a consecuencia de los bastonazos que se propinan los jóvenes actores la danza.

## Historia
La danza se originó a raíz de la narración tradicional sobre luchas sostenidas por grupos o ayllus de agricultores y pastores, que poseían huacas o santuarios que eran adoradas por intermedio de rituales protagonizados por sacerdotes denominados huacones. En la provincia de Asunción cada integrante de la mozo danza representa a un grupo poblacional: Chacas y Macuash, estos poblados constituyeron los asentamientos más importantes de la zona en la época preinca e inca y contaron con sus respectivos huacones cultores de sus sitios sagrados. Durante la colonia y cuando se formó la reducción de nativos de Chacas, la danza ritual se acopló al calendario católico superponiéndose así, con las celebridades de Corpus Cristhi.
Amez postula que, la pareja enmascarada de la actual danza, en un inicio fueron la representación de los dioses de la Cultura wari: Llacsa Guari y de su gemelo Tuqtu o Ascay Guari, «(...) la danza misma es la narración musical mítica sobre el origen del dios solar Huari. Los hermanos guari, eran gemelos opuestos y complementarios a la vez que representaban la dualidad del mundo andino —recurrente en todas las culturas precolombinas—: al día y la noche; a la vida y la muerte, al frío y el calor, etc. Estos solitarios danzantes son la continuación de los huacones que adoraban a sus dioses o Mallquis.»

### Patrimonio Cultural de la Nación
«Declara Patrimonio Cultural de la Nación a la expresión Mozo Danza de la provincia de Asunción, región Áncash, en tanto que, por sus antecedentes ancestrales, la originalidad y riqueza de sus mudanzas y de su vestuario, así como por el profundo sentimiento de identificación colectiva que infunde en la población de Chacas, constituye una valiosa expresión del patrimonio inmaterial de Áncash que contribuye a la afirmación de la identidad colectiva regional y nacional.»
 Texto declaratorio de Patrimonio Cultural en 2009.

## Vestimenta

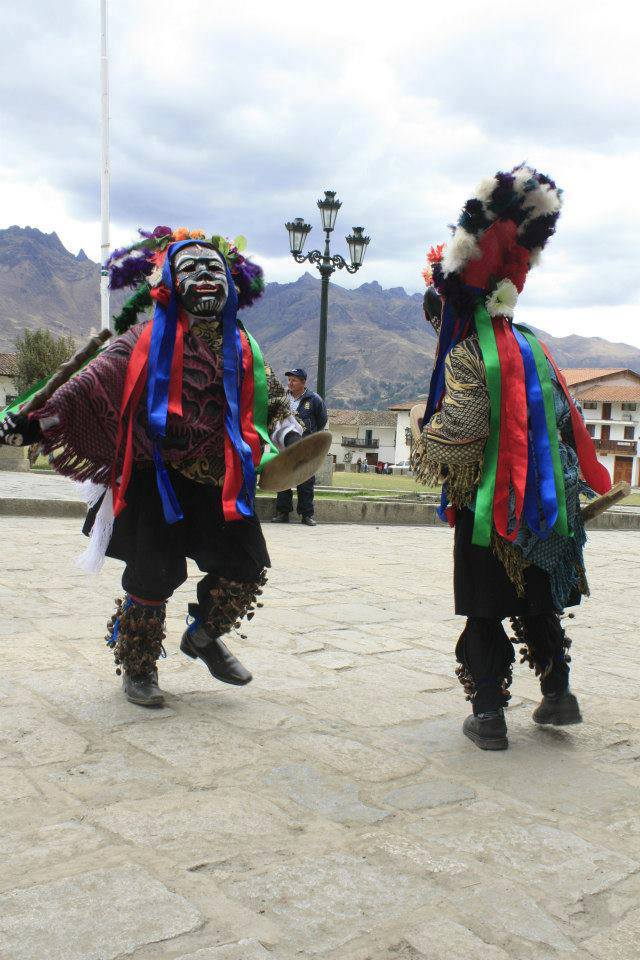
Niños chacasinos ejecutando la danza

Por representar la dualidad andina, las vestimentas de ambos danzantes son las mismas, se diferencian uno de otro por la máscara y por alternar la posición del color en los atuendos.
- Sobre la cabeza llevan una monterilla o penacho de plumas de dos colores, acomodados a manera de rayos, simbolizando al sol. En la parte inferior de la montera cuelgan cintas con los siete colores del arco iris.

- En el rostro llevan una máscara de madera, diferenciándose en cada bailarín por el color: blanco y negro (durante el último siglo, la diferencia de colores se perdió, actualmente solo son negras).
- Camisa blanca y dos mantos de diferente color que son reemplazos del uncu nativo.
- Pantalones negros de lana, sobre este llevan un faldelín abierto que les llega a las rodillas, reemplazo del Huara, taparrabo del megalítico.
- Zapatos negros u ojotas. En la mano derecha llevan un bastón (tukru) de madera dura y nudosa, reemplazo de la makana, en la izquierda lleva un broquel de madera, reemplazo del escudo de guerra.
- Una canillera elaborada con cascabeles. Por el sonido, representan a los rayos.

## Desarrollo de la danza
La danza es ejecutada al ritmo de una caja o tambor denominada roncadora y una flauta vertical, las tonadas que ejecuta el flautista cajero tienen cambios de ritmo llamadas mudanzas que originan los cambios coreográficos de la danza. Las mudanzas o cambios coreográficos son seis, todas de origen guerrero, representan las etapas de un duelo en el que solo uno vivirá.
1. Rupa shinti (Haba torrada). Podría representar la primera etapa de la danza, donde los guerreros se preparan para el duelo.
2. Pirushtu panpa o Molino pampa (llanura de Pirushtu). Estrictamente, pirushtu significa colina o cono truncado.[8] Representa la llegada de los guerreros a la explanada frente a la huaca que defenderán con su vida.
3. Tsiqlla uqlliy o Verde botella (pulseo de cintura o bien aflojamiento de cintura).[9] Inicio del duelo.
4. Tsaakay rachiq (rasgando el crepúsculo vespertino). Otra variante podría ser: siki tsakaq rachiy (rompe caderas).[10] Ambos danzantes se propinan golpes en la zona intermedia del cuerpo.
5. Uma tsiqtay (Bandada de hachazos sobre la cabeza). Ambos se baten a duelo con golpes en la cabeza.
6. Yawar uputsiy (El triunfal brindis de sangre). El triunfador bebe la sangre del caído y la dedica a su huaca.